# Goats Head Soup
| Оценки критиков | Оценки критиков        |
| Источник        | Оценка                 |
| --------------- | ---------------------- |
| AllMusic        | ссылка                 |
| Роберт Кристгау | (B) ссылка             |
| Rolling Stone   | ссылка                 |
| Stylus Magazine | (положительная) ссылка |

Goats Head Soup (рус. «Суп из козьих голов») — одиннадцатый британский и тринадцатый американский студийный альбом английской рок-группы The Rolling Stones, выпущенный 31 августа 1973 года лейблом Rolling Stones Records. Как и его предшественник Exile on Main St., группа сочинила и записала большую часть альбома за пределами Великобритании из-за своего статуса налоговых изгнанников. Goats Head Soup был записан на Ямайке, в США и Великобритании. Альбом содержит 10 треков, включая ведущий сингл «Angie», который занял первое место в качестве сингла в США и вошел в пятерку лучших в Великобритании.
Этот альбом стал последним, спродюсированным Джимми Миллером, который был ключевым архитектором звучания The Rolling Stones в их самый известный период, начавшийся с альбома Beggars Banquet 1968 года. Бас-гитарист Билл Уайман появляется только в трёх из десяти треков альбома, но остальные участники The Rolling Stones — ведущий вокалист Мик Джаггер, гитаристы Кит Ричардс и Мик Тейлор, а также барабанщик Чарли Уоттс — играют в каждом треке, за исключением «Winter», в котором Ричардс не участвует. Также участвуют постоянные соавторы The Rolling Stones, включая саксофониста Бобби Киза, органиста Билли Престона и пианистов Ники Хопкинса и Иэна Стюарта.
Goats Head Soup занял первые места в чартах Великобритании, США и нескольких других мировых рынков. Тем не менее, он получил неоднозначные отзывы критиков и зрителей и, как правило, рассматривается как начало упадка группы после серии альбомов, получивших признание критиков. Однако в последнее время его популярность возросла. Группа поддержала альбом в туре по Европе после его выпуска. Альбом был ремастерирован и выпущен в 1994 и 2009 годах Virgin Records и Universal Music Group соответственно. Он был ремиксован Джайлзом Мартином для переиздания 2020 года, включая делюкс-издание с бонус-треками и неизданными ауттейками. Переиздание вернуло альбому первое место в чартах Великобритании.

## Список композиций
Все песни написаны Миком Джаггером и Китом Ричардсом, за исключением отмеченных.
| №  | Название                             | Длительность |
| -- | ------------------------------------ | ------------ |
| 1. | «Dancing with Mr. D»                 | 4:53         |
| 2. | «100 Years Ago»                      | 3:59         |
| 3. | «Coming Down Again»                  | 5:54         |
| 4. | «Doo Doo Doo Doo Doo (Heartbreaker)» | 3:26         |
| 5. | «Angie»                              | 4:33         |

| №  | Название                 | Длительность |
| -- | ------------------------ | ------------ |
| 1. | «Silver Train»           | 4:27         |
| 2. | «Hide Your Love»         | 4:12         |
| 3. | «Winter»                 | 5:30         |
| 4. | «Can You Hear the Music» | 5:31         |
| 5. | «Star Star»              | 4:25         |

## Участники записи
The Rolling Stones
- Мик Джаггер — ведущий и бэк-вокал, электрогитара на «Winter», губная гармоника на «Silver Train», фортепиано на «Hide Your Love»
- Кит Ричардс — электрогитара, акустическая гитара, бэк-вокал, ведущий вокал на «Coming Down Again», бас-гитара на «Doo Doo Doo Doo Doo (Heartbreaker)» и «Silver Train»
- Мик Тейлор — электрогитара, акустическая гитара, слайд-гитара, бас-гитара на «Dancing with Mr. D» и «Coming Down Again», бэк-вокал
- Чарли Уоттс — ударные
- Билл Уаймен — бас-гитара

Приглашённые музыканты
- Ники Хопкинс — фортепиано «Dancing with Mr. D», «100 Years Ago», «Coming Down Again», «Angie», «Winter» и «Can You Hear the Music»
- Билли Престон — клавинет на «100 Years Ago», фортепиано на «Doo Doo Doo Doo Doo (Heartbreaker)»
- Иэн Стюарт — фортепиано на «Silver Train» и «Star Star»
- Бобби Киз — тенор-саксофон и баритоновый саксофон
- Джим Хорн[англ.] — флейта and альт-саксофон
- Чак Финдли[англ.] — труба
- Джим Прайс[англ.] — аранжировка духовых инструментов на «Doo Doo Doo Doo Doo (Heartbreaker)»
- Ники Харрисон — аранжировка струнных инструментов на «Angie» и «Winter»
- Энтони Квааку Бах[англ.] — перкуссия на «Dancing with Mr. D» и «Can You Hear the Music»
- Pascal (Nicholas Pascal Raicevic) — перкуссия на «Dancing with Mr. D» и «Can You Hear the Music»
- Джимми Миллер — перкуссия на «Can You Hear the Music»
- Энди Джонс — звукоинженер
- Carlton Lee, Howard Kilgour and Doug Bennett — ассистенты звукоинженера
- Дэвид Бэйли[англ.] — фотографии и дизайн обложки

## Хит-парады
Album
| Год  | Чарт                 | Высшая позиция |
| ---- | -------------------- | -------------- |
| 1973 | UK Top 50 Albums     | 1              |
| 1973 | Billboard Pop Albums | 1              |

Синглы
| Год  | Сингл                                | Чарт               | Высшая позиция |
| ---- | ------------------------------------ | ------------------ | -------------- |
| 1973 | «Angie»                              | UK Top 50 Singles  | 5              |
| 1973 | «Angie»                              | Billboard Hot 100  | 1              |
| 1973 | «Angie»                              | Adult Contemporary | 38             |
| 1974 | «Doo Doo Doo Doo Doo (Heartbreaker)» | Billboard Hot 100  | 15             |

## Сертификация
| Страна            | Организация | Сертификация (продажи) |
| ----------------- | ----------- | ---------------------- |
| Соединенные Штаты | RIAA        | 3× Платиновый          |
| Франция           | SNEP        | Золотой                |
| Великобритания    | BPI         | Золотой                |